# جامعه أطلس
جامعة أطلس اسطنبول (بالتركية: İstanbul Atlas Üniversitesi) هي جامعة خاصة غير ربحية تقع في اسطنبول، تركيا. تأسست جامعة أطلس في العام 2018، وبدأت التعليم في الحرم الجامعي كاغيت هانه في العام 2020. تقدم جامعة أطلس 11 درجة جامعية و22 برنامجًا جامعيًا و5 برامج دراسات عليا. تقبل الجامعة الطلاب الدوليين من مختلف دول العالم. 
تهدف الجامعة إلى تدريب وتخريج أفراد قادرين على الوصول إلى المعلومات الصحيحة واستخدامها بما ينفع المجتمع والانسانية وذلك بالاعتماد على طاقمها الأكاديمي المميز واسلوبه المبتكر من خلال نهج تعليمي يتبنى القيم العالمية في البحث العلمي على الصعيد المحلي والدولي. 

## الحرم الجامعي
تمتلك جامعة أطلس اسطنبول حرم رئيسي أنشئ على مساحة 110 آلاف متر مربع في منطقة كاغيتهانة والتي تتميز بقربها من أهم المناطق الحيوية في مدينة إسطنبول مثل تقسيم، شيشلي، بشكتاش ويضم الحرم 5 كليات ومدرسة مهنية ومعهد للدراسات العليا كما يحتوي على مركز تطبيقات طب الأسنان ومركز للدراسات والأبحاث بمساحة 75 ألف متر مربع وقد تم تجهيزه بأحدث التقنيات كما يحوي الحرم على مرافق أخرى مثل مكتبة الجامعة، وقاعة مؤتمرات، وكافيتريا وصالات رياضية وتحتضن الجامعة ضمن تخصصاتها المختلفة آلاف الطلاب.

## الأندية الطلابية في جامعة اطلس اسطنبول
تهتم الجامعة بالأنشطة الطلابية المختلفة والتي يتم تنظيمها من قبل الأندية الطلابية تحت إشراف إدارة الجامعة بهدف دعم الجانب الاجتماعي والثقافي لطلاب الجامعة وتمكينهم من الاستفادة من أوقات فراغهم بالشكل الأمثل ومن هذه الأندية نذكر:
1. نادي المسرح.
2. نادي الموسيقى.
3. نادي العلاج الطبيعي واعادة التاهيل.
4. نادي الرقص الشعبي
5. نادي الطب.
6. نادي الهندسة.
7. نادي التصوير الفوتوغرافي.
8. نادي السفر.[3]

## الكليات والمدارس والبرامج
تضم جامعة أطلس الوحدات الأكاديمية التالية:

### كلية الهندسة والعلوم الطبيعية[7]
- هندسة الكمبيوتر (التركية)
- الهندسة الصناعية (إنجليزي)
- العمارة الداخلية والتصميم البيئي (تركي)
- علم الأحياء الجزيئي وعلم الوراثة (إنجليزي)
- هندسة البرمجيات (الإنجليزية)

### كلية العلوم الإنسانية والاجتماعية[8]
- اللغة الإنجليزية للأعمال)
- اللغة الإنجليزية وآدابها (إنجليزي)
- علم النفس (الإنجليزية والتركية)
- ترجمة المترجم (انجليزي)

### كلية العلوم الصحية[9]
- علاج النطق واللغة (باللغتين الإنجليزية والتركية)
- القبالة (التركية)
- التمريض (باللغتين الإنجليزية والتركية)
- التغذية والحمية (تركية)
- علاج وظيفي (تركي)
- علاج فيزيائي وإعادة تأهيل (تركي)

### معهد التعليم العالي[10]
- علاج اللغة والنطق
- القبالة
- التغذية والحمية
- علاج بالممارسة
- العلاج الطبيعي وإعادة التأهيل

### المدرسة المهنية (التركية)[11]
- تخدير
- تقنية الاستعاضة السنية
- غسيل الكلى
- التطهير والتعقيم والتطهير
- الإسعافات الأولية والطارئة
- تقنيات التصوير الطبي
- تقنيات المختبرات الطبية
- صحة الفم والأسنان
- خدمات غرفة العمليات
- اخصائي نظارات
- العلاج الطبيعي

## الإدارة
- د. يوسف الجورموش، رئيس مجلس الإدارة
- أ. مصطفى كوجوك، رئيس الجامعة
- ناسية سيمينوغلو توربيل، الأمين العام